# Gemeinderatswahl in St. Pölten 1932
Die Gemeinderatswahl 1932 fand am 17. April 1932 statt und war die fünfte Gemeinderatswahl in St. Pölten nach Kriegsende. Die Sozialdemokratische Arbeiterpartei Deutschösterreichs gewann abermals die Wahl, konnte die meisten Stimmen auf sich vereinen und erreichte die absolute Mehrheit.

## Ausgangslage

### Wahlwerbende Parteien und Wahlverlauf
Bei den Wahlen trat die Sozialdemokratische Arbeiterpartei Deutschösterreichs (SDAPDÖ) wie 1927 unter Hubert Schnofl an.
Die Einheitsliste (EL), offiziell Wahlgemeinschaft der vereinigten christlichsozialen und großdeutschen Volksparteien, war eine Wahlgemeinschaft aus Christlichsoziale Partei (CS) sowie die Großdeutsche Volkspartei (GDVP) traten unter Georg Prader an.
Die Nationalsozialistische Deutsche Arbeiterpartei (NSDAP) trat unter Hugo Jury an, weiters stellte sich die Kommunistische Partei Österreichs (KPÖ) unter Johann Gablitz zur Wahl.

## Wahlergebnis
Bei der Wahl vom 17. April 1932 konnte die SDAPDÖ, trotz starker Verluste, die meisten Stimmen auf sich vereinen sowie die absolute Mehrheit erringen. Die Einheitsliste konnte die meisten Stimmen halten, während die NSDAP stark zulegte. Die KPÖ schaffte erstmals einen Einzug in den Gemeinderat.
|                    | Ergebnisse 1932  | Ergebnisse 1932  | Ergebnisse 1932  | Ergebnisse 1927 | Ergebnisse 1927 | Ergebnisse 1927 | Differenzen      | Differenzen      | Differenzen      |
| ------------------ | ---------------- | ---------------- | ---------------- | --------------- | --------------- | --------------- | ---------------- | ---------------- | ---------------- |
| Stimmen            | %                | Mand.            | Stimmen          | %               | Mand.           | Stimmen         | %                | Mand.            |                  |
| Wahlberechtigte    | 24.160           |                  |                  | 21.810          |                 |                 | + 2.739          |                  |                  |
| Abgegebene Stimmen | 22.081           | 88,7 %           |                  | 20.318          | 93,2 %          |                 | + 1.763          | - 4,5 %          |                  |
| ungültige Stimmen  | 660              | 3,0 %            |                  | 2               | 0,0 %           |                 | + 658            | + 3,0 %          |                  |
| gültige Stimmen    | 21.421           | 97,0 %           |                  | 20.316          | 100,0 %         |                 | + 1.105          | - 3,0 %          |                  |
| Partei             |                  |                  |                  |                 |                 |                 |                  |                  |                  |
| SDAPDÖ             | 11.544           | 53,9 %           | 23               | 13.023          | 64,1 %          | 28              | - 1.479          | - 10,2 %         | - 5              |
| EL                 | 5.917            | 27,6 %           | 12               | 6.305           | 31,0 %          | 13              | - 388            | - 3,4 %          | - 1              |
| NSDAP              | 3.333            | 15,6 %           | 6                | 650             | 3,2 %           | 4               | + 2.683          | + 12,4 %         | + 2              |
| KPÖ                | 627              | 2,9 %            | 1                | 185             | 0,9 %           | 0               | + 442            | + 2,0 %          | + 1              |
| VSB                | nicht kandidiert | nicht kandidiert | nicht kandidiert | 153             | 0,8 %           | 0               | nicht kandidiert | nicht kandidiert | nicht kandidiert |
| Gesamt             | 21.421           | 100,0 %          | 42               | 20.316          | 100,0 %         | 42              | +                | ± 0              | ± 0              |

## Auswirkungen
- SDAP: 23
- EL: 12
- NSDAP: 6
- KPÖ: 1

Der neu gewählte Gemeinderat traf sich am 9. Mai 1932 zu seiner konstituierenden Sitzung. Dabei wurde Hubert Schnofl mit 35 der 42 abgegebenen Stimmen zum Bürgermeister gewählt. Zum ersten Vizebürgermeister wurde Georg Prader (EL), zum zweiten Vizebürgermeister Franz Peer (SDAPDÖ) gewählt.
Die NSDAP-Abgeordneten erschienen in der ersten Sitzung in Braunhemden und brachten mehrere Dringlichkeitsanträge ein, unter anderem sollten Neuwahlen ausgerufen werden oder der Gemeinderat sich auflösen. Fraktionsvorsitzender der NSDAP wurde Hugo Jury.